# El Paso Times
El Paso Times es un diario estadounidense con sede en la ciudad de El Paso, Texas.  El diario tiene una circulación diaria aproximada de 65 000 ejemplares de lunes a viernes y de 125 000 los domingos.
Actualmente es el único diario en inglés editado en la ciudad luego de que el vespertino El Paso Herald-Post, cerrara en 1997. Sin embargo, en algunas compite con El Diario de El Paso, una publicación en español que es propiedad de El Diario de Juárez, diario de Ciudad Juárez, México. Debido a la disminución de la circulación de periódicos impresos en todo el país, El Paso Times ha ampliado recientemente sus capacidades en línea e introducido actualizaciones continuas en su versión en línea.

## Historia

Logotipo de El Paso Times hasta enero de 2020

Fundado en 1881 por Marcellus Washington Carrico, tuvo su primera publicación el 2 de abril de ese año. Durante su primer año su circulación fue semanal, siendo el único diario en la frontera. La compañía Gannett compró el diario en 1972. En 2003, Gannett y MediaNews Group formaron una sociedad entre el Times y los periódicos de MediaNews' en Nuevo México, con Gannett como el socio gestor. En diciembre de 2005, Gannett se convirtió en un socio minoritario en El Paso Times, entregando la mayoría de la asociación y la gestión al Grupo MediaNews con sede en Denver. En 2015, Gannett adquirió la propiedad total de la Asociación de Periódicos Texas-Nuevo México a MediaNews, sucesor de Digital First Media. Un año más tarde, Gannett fue dividida en dos empresas, manteniendo una la propiedad de las estaciones de radiodifusión y medios digitales (Tegna) y la otra con los diarios (el nuevo Gannett). Esta última mantuvo la propiedad del Times.
Barbara Funkhouser fue editora del El Paso Times de 1980 a 1986, siendo la primera mujer en ocupar el puesto. Zahira Torres fue nombrada editora del diario en 2017, siendo así la segunda mujer y la primera hispana en dirigir El Paso Times.

## Otras publicaciones
El Paso Times publica a la vez otras publicaciones semanales, quincenales y mensuales:
- El Paso y Más: cobertura de noticias quincenal en español.
- Televisión y Más: guía televisiva semanal y revista de entretenimiento en español.
- Cars & Trucks: guía semanal para comerciantes de automóviles.